# Mare de Déu de Gràcia (Vila-real)
Mare de Déu de Gràcia és una ermita del municipi de Vila-real (Plana Baixa). És un edifici representatiu de l'arquitectura popular mediterrània que allotja, a més d'una important mostra de rajoleria medieval, renaixentista i barroca, i d'un museu etnològic, un gabinet d'arqueologia. És interessant, per la seua decoració barroca, el xicotet oratori que guarda la imatge de la Patrona.

## La llegenda
La llegenda entorn de la imatge de la Mare de Déu de Gràcia (coneguda popularment com La Moreneta), sorgida a Vila-real al segle xviii per imitació d'altres semblants existents per tot arreu, afirma que un pastor que tenia el ramat pasturant per aquells indrets propers a les riberes del riu Millars, va sentir una música celestial i, atret per aquesta, es va dirigir al fons d'una cova en la qual va trobar una imatge de la Verge que, traslladada a l'església de Vila-real, desaparegué de manera inexplicable, tornant a ser trobada al mateix lloc, la qual cosa va ser entesa pels vilatans com un desig de tenir un santuari al lloc de la seua aparició. Aquesta narració pietosa creada pel religiós local Joan Baptista Insa, va ser difosa pel prevere Geroni Vives, amb l'interés de difondre la capella de la Mare de Déu quan va ser nomenat administrador eclesiàstic d'aquesta.

## L'ermita de la Mare de Déu de Gràcia a Vila-real
Les dades essencials sobre la devoció en aquest santuari, crescut entorn de la petita cova, estan documentades el 1672 quan el prevere Jeroni Cabrera és autoritzat a promocionar la devoció en la senzilla ermita allí existent i, segons l'historiador local José María Doñate, l'única cosa que sobre els orígens d'aquest lloc de devoció cal admetre amb anterioritat és el fet que un frare eremita, anomenat Bernat Fabra, va establir-s'hi en una cova el 1375 als primers dies de la seua estança a la vila.
Allò que en veritat es registra històricament és que, a partir d'aquesta data, diversos penitents habiten l'indret fins que el 1502 el frare Queretes aconsegueix permís per a celebrar missa en aquest lloc, aleshores conegut per "les ermites" perquè degueren ser diversos els punts de les balmes a la pedrera del riu que varen ser ocupats per successius penitents. També per aquests anys es construeix a càrrec de la vila el cos principal de la capella que ha arribat fins a nosaltres.
Els frares franciscans alcantarins arriben a establir-se a l'ermitori l'any 1577, però la seua presència tot just arriba als dos anys de duració, sense modificar substancialment les construccions ja existents, perquè, pel seu interès com a frares mendicants, demanen al Consell municipal poder instal·lar-se a prop de la vila, a l'ermita dedicada a la Mare de Déu del Roser, bastida poc abans al raval de Castelló en commemoració de la batalla de Lepant.
En aquest temps són mampreses importants obres a cura del Consell que, el 1606, inicia la celebració d'una festa anual a la Verge en la data de la celebració litúrgica de la Visitació de Maria a santa Isabel, a començaments del mes de juliol, que encara perdura amb renovada força.
Al llarg dels segles es fan moltes altres reformes a l'edifici, i a la segona meitat del XVII es decora la balma al gust barroc. També les pintures al fresc de l'absis estan fetes a mitjan segle xviii pel pintor valencià Luciano Calado. En 1757 la vila acorda la festa anual a la Mare de Déu de Gràcia, en prova de gratitud després d'una epidèmia i tots els anys, en arribar setembre, és portada la imatge durant uns dies a la població.
A partir d'aquesta data s'incrementen les visites al santuari i comença a registrar-se l'activitat com a hostal per a l'estiueg dels pelegrins, es creen noves habitacions, cuines i serveis per als visitants, així com dependències complementàries com les cotxeres o cavallerisses annexes, i els administradors nomenats a l'efecte per l'Ajuntament porten llibres de registre de totes les actuacions en el conjunt de l'ermitori.
El 1985, durant l'alcaldia d'Enrique Ayet Fortuño, l'Ajuntament de Vila-real, propietari de l'edifici realitza una violenta reforma, posant en pràctica un projecte fet anys abans durant l'alcaldia de Bautista Carceller per tal d'instal·lar-hi la UNED. Malgrat la protecció integral que li atorgava el llistat d'edificis protegits del PGOU, i cometent una evident il·legalitat es destrueix pràcticament tot l'interior i algunes parts de l'exterior. A la petita capella de la coveta, on segons la tradició es va trobar la imatge, se li suprimeix la sagristia i l'escala d'accés i se'n fa una altra en un altre lloc d'imitació del segle xvii, destruint també part de l'empedrat del vestíbul que formava dibuixos al·lusius, a més d'incorporar a les parets angelets d'algep imitant els que ja hi havia. El canterer original del segle xix, és també suprimit, fent-se'n un altre d'imitació. L'escaleta d'accés al primer pis amb la seua barana de ferro forjat desapareixerà igualment i així diferents elements. La intervenció va tenir l'oposició d'historiadors de l'art, com ara Joan Damià Bautista i Garcia i diversos intel·lectuals, si bé d'altres, com ara Josep Miquel Francés, Josep Pasqual Tirado i José María Doñate, van donar el vistiplau.
Les noves sales resultants de la desastrosa intervenció es van destinar per a usos públics socials i culturals, amb sales de reunions i l'obertura d'un Museu Etnològic amb diverses seccions dedicades a la ceràmica, les activitats artesanals i els àmbits de la vida quotidiana.

## Imatge de Nostra Senyora
La imatge primitiva de la Mare de Déu de Gràcia era una escultura tallada en fusta, de 74 centímetres d'alçada, d'estil de transició al gòtic, seient, amb el xiquet assegut sobre el genoll esquerre de la Mare de Déu. A principis del segle xvii la imatge és vestida amb mantell, perruca i joies, seguint el costum de l'època.
Destruïda pel foc en 1936, va ser substituïda per una altra feta en 1938, també vestida, l'autor de la qual fou Pascual Amorós. Posteriorment, en 1964, l'escultor Fuster, deixeble d'Amorós, va reformar la imatge per a deixar-la amb seient i traça gòtica, tal com la coneixem en l'actualitat.
L'escultor Vicent Llorens Poy va realitzar recentment una reproducció fidel i documentada de l'escultura original, amb les seues autèntiques proporcions i decoració, que es venera a l'oratori de la "coveta".